# 治療塔惑星
『治療塔惑星』 (ちりょうとうわくせい) は大江健三郎の長編小説であり、『治療塔』の続編である。
『治療塔』とは異なり、宛先を特定しない手紙という形式で書かれた。
月刊誌「へるめす」1991年1月号から1991年9月号に連載され、1991年に岩波書店から出版された。
2008年に講談社文庫へ収録された。
大江は、『治療塔』と本作はイェーツを「主題のイメージ化の支え」にしたと回想する。

## あらすじ
前作『治療塔』の続きの物語である。
社会では「選ばれた者」と「落ちこぼれ」との間で和解が進んでいく。リツコと朔の息子、タイくんが生まれる。「治療塔」を経験した者の血をひく子供たちには特別な知的な優秀さがあることが判明する。タイくんら二世には特別教育プログラムが施されることになる。
朔は反・スターシップ公社の地下組織に三年間潜伏していたが、新たな宇宙計画に参加するためにスターシップ公社に復帰する。朔は「治療塔」の情報を「新しい地球」から伝達する通信基地を建設するために、土星の衛星タイタンに旅立つ。
「古い地球」においては「アマゾン世界大戦」が起きる、核兵器を保有する「地球酸素1/4供給機構」が先進諸国に宣戦布告を行う。指導者アナトリオ・キクチは先進諸国の富の貧しい国への移譲を要求する。しかしこれは国連・スターシップ公社の連合軍により制圧される。
「新しい地球」においては「治療塔」による肉体改造を拒否して「叛乱軍」となったものらは、指導者エリ・サンバルのもとでコロニーを形成し新しい社会を建設していた。一方で「選ばれた者」らの帰還の後に「治療塔」に入ることを目的に新たに「新しい地球」へ移住したものらの生活は頽廃を極めていた。
朔はタイタンの通信基地の建設後「治療塔」の調査のために「新しい地球」へ向かう。「治療塔」のあるエンピレオ高原で、調査隊と新移住者の間で発生した戦闘から小型核兵器が爆発する事故が起こると、新移住者の大半が命を落とし、治療塔の多くも破壊される。
サンバルは「治療塔」が何らかの知性体の言語行為であるという。それを読み解くための「宇宙共通感覚」を得るため、朔は「宇宙マーブル・サボテン」の麻薬施術を受けてメッセージを受け取る。「新しい地球」からタイタンの通信基地に戻った朔は、スターシップ公社に、タイくんら「治療塔」を体験した者の子供を「宇宙少年十字軍」として組織し、「治療塔」のソフトウェアの内容を受信する媒体にして欲しいと伝えてきた。
「繭カプセル」に入れられ、溶液のプールに漂うタイくんら「宇宙少年十字軍」の姿を見ながらリツコは祈る。「どうかこのように厖大な距離をへだてて呼びかわしあっている夫と子供のために、そしてそれに立合っている私のために宇宙的な恩寵をおあたえ下さい……」通信は完了するが、タイタンの通信基地は消滅してしまう。
「宇宙少年十字軍」の計画には社会的な反対も大きく、抗議デモは拡大し、テロが発生しスターシップ公社代表の隆は殺害される。この事件をきっかけにスターシップ公社の権威はかげることになる。宇宙への人類的な情熱も失われていく。社会の「宇宙少年十字軍」への関心も失われる。
時が流れ「宇宙少年十字軍」は成人し、タイくんは建築家となる。酸性雨で危うくなった原爆ドームを再生させるプロジェクトの公開コンペにタイくんが入賞し、原爆ドームを覆う二重の透明な伽藍を築き、礼拝堂にすることがきまる。リツコは朔がタイタンに旅立つ前に二人で行った旅行での、原爆ドームこそが人類の「治療塔」ではないかとの朔の言葉を思い出す。